# Dona Bailey

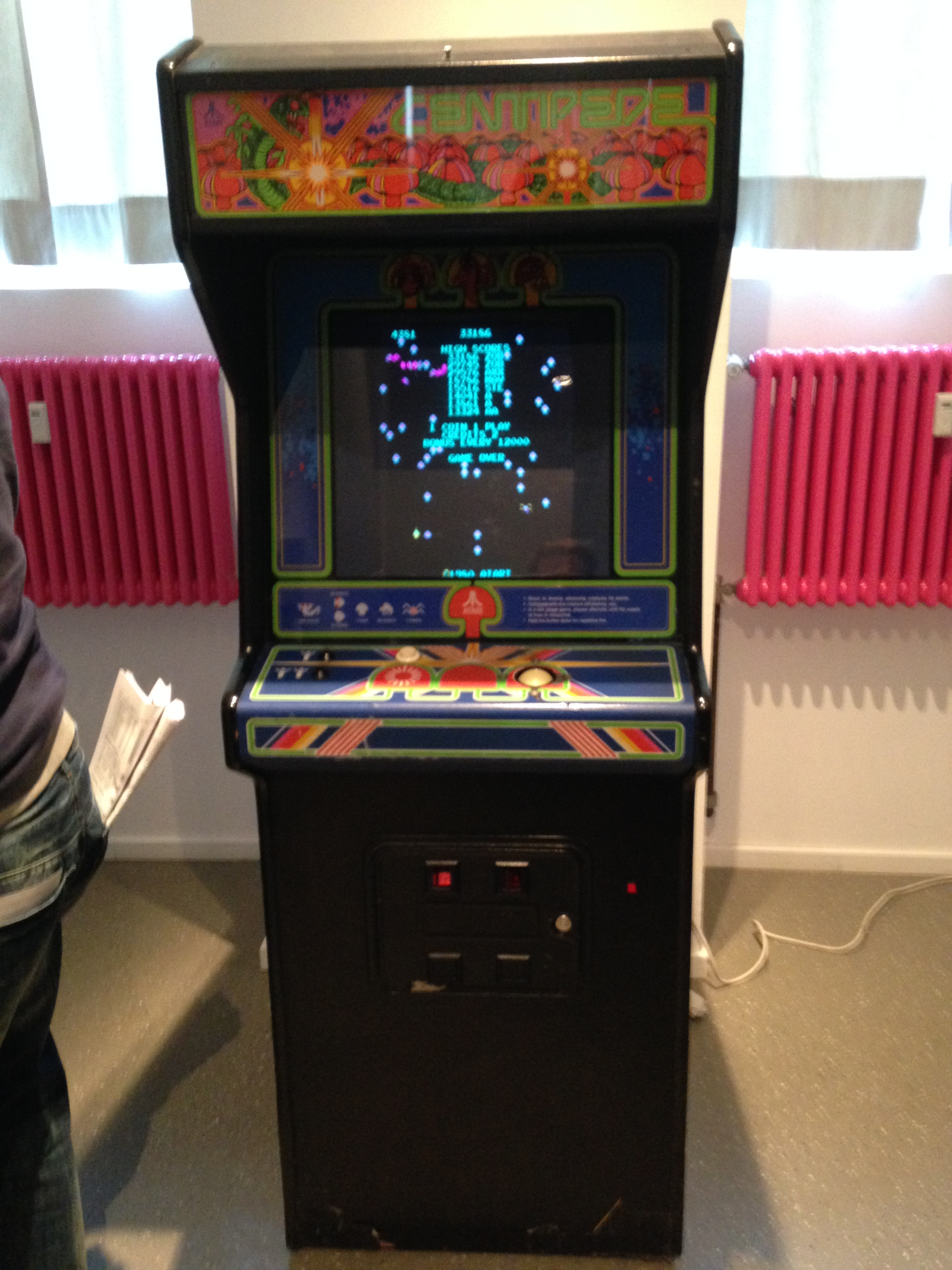
Dona Bailey cocreadora del juego de arcade de 1981 Centipede.

Dona Bailey (Little Rock, 1955) es una programadora de videojuegos y profesora estadounidense. En 1981, junto a Ed Logg, desarrolló el videojuego de arcade Centipede de Atari, Inc.

## Biografía
Dona Bailey nació en 1955 en Little Rock, Arkansas. Se graduó pronto en la escuela secundaria y a los16 años comenzó a asistir a la Universidad de Arkansas en Little Rock. Adelantó su educación acudiendo a clases en verano además de durante todo el año. Con 19 años, se graduó en psicología con una licenciatura y tres especializaciones, en inglés, matemáticas y biología. Posteriormente obtuvo un máster en matemáticas.

## Carrera
Siendo una joven programadora, fue contratada por General Motors en 1978 y aprendió programación en el lenguaje ensamblador. Trabajó allí durante dos años en visualización y sistemas de control de velocidad basados en microprocesadores. El primer contacto de Bailey con los videojuegos fue al escuchar por primera vez la canción "Space Invader" de The Pretenders. Una amiga le contó que la canción se había inspirado en un videojuego de arcade llamado Space Invaders. Tras interesarse en lo que era un videojuego, su amiga la llevó a un bar cercano con un gabinete de juegos de Space Invaders. Bailey notó que la pantalla del juego se parecía a la del Cadillac de GM con el que había trabajado. Tiempo después se enteró de que Atari estaba usando el mismo microprocesador en sus juegos. Esto la inspiró a dejar GM y mudarse a Sunnyvale, California, con la intención de trabajar para Atari.

### Atari
En 1980, Bailey se unió a la división de operaciones con monedas de Atari, donde era la única mujer. Bailey dijo en una entrevista que Atari tenía un cuaderno de posibles ideas de juegos en ese momento. De las aproximadamente 30 entradas, la única que no implicaba "lasear o freír cosas" era una corta descripción sobre un insecto que iba bajando por la pantalla. Ella comentó: "No me parecía mal dispararle a un insecto".  Se convirtió en desarrolladora e ingeniera de software del juego Centipede, que contaba con un equipo de solo cuatro miembros. Ed Logg, supervisor de Atari en ese momento, asignó a Bailey la programación de Centipede. Logg dijo que trabajó en el diseño del juego, mientras que Bailey se ocupaba de "alrededor de la mitad de la programación". Centipede logró convertirse en el segundo juego más vendido de la división de operaciones con monedas de Atari. Como consecuencia de lo popular que se convirtió Centipede, Atari se vio obligada a duplicar los turnos en la línea de producción solo para poder satisfacer la demanda.
Centipede también fue una de las primeras máquinas recreativas basadas en monedas en tener un gran apoyo base de jugadoras femeninas. Esto fue intencional pues Logg y Bailey pensaron en atraer a una audiencia más variada y amplia al diseñar el juego y no solo a jugadores masculinos. Los vibrantes colores pastel del juego y la jugabilidad basada en trackball fueron importantes factores que atrajeron a jugadores de ambos géneros. Esta paleta de colores única de Centipede se le atribuye a Bailey. Si bien la mayoría de juegos tenían una base de colores brillantes, la paleta elegida por Bailey para Centipede fue una de colores pastel causada por un oportuno accidente del técnico del juego al realizar algunos ajustes. Bailey contó: “Estaba en frente del gabinete, viendo los cambios que se estaban produciendo en la pantalla mientras trabajaba. De pronto, cambiaron a colores pastel cálidos y vivos los colores primarios regulares que antes ocupaban la pantalla, colores que nunca antes había visto, y entonces grité con aprobación y le pedí al técnico que mantuviera esos colores”. Tras Centipede, Bailey estuvo trabajando en un juego titulado "Weather War", pero como los procesadores en ese momento eran tan limitados, no pudo hacer que el juego incluyera todo lo que quería. Bailey dejó Atari antes de terminar el juego.

### Después de Atari
Bailey dejó de trabajar en Atari en 1982 para irse a Videa (posteriormente rebautizada como Sente Technologies), que tres ex empleados de Atari habían fundado. Mientras trabajaba en Videa, participó en varios proyectos, entre ellos en "El juego de los abalorios" título nombrado así por la novela de Hermann Hesse, que nunca pasó de la fase de prototipado. Después fue contratada por Activision, trabajando en un juego para dos personas con Paul Allen Newell. En 1985, después de dejar Activision, tomó la decisión de dejar la industria de los videojuegos por completo.
En 1997, Bailey regresó a Arkansas para cuidar de sus ancianos padres. A los 48 años, Bailey obtuvo dos maestrías más. Su primer máster es en Educación en Diseño Instruccional y el segundo en Redacción Profesional y Técnica. En 2007, fue la oradora principal en la Conferencia Internacional Women in Games.
En 2008, Bailey volvió a la facultad ahora como profesora en el departamento de Retórica y Escritura de la Universidad de Arkansas en Little Rock en donde estuvo enseñando hasta que se jubiló. Además de clases de escritura, Bailey impartía clases multimedia y el software 3DSMax.

### Años recientes
En abril de 2013, Dona Bailey fue oradora invitada en Indie Tech Talk, una serie de conferencias presentada por Game Innovation Lab en la NYU Tandon School of Engineering. En septiembre de 2015, fue oradora invitada en The Venture Center en Little Rock, Arkansas en su evento mensual de oradores técnicos, Code•IT! En noviembre de 2018, Dona Bailey fue una oradora invitada de honor junto a Bonnie Ross, Brenda Laurel, Megan Gaiser, Amy Hennig, Susan Jaekel, Jen MacLean, Sheri Graner Ray y Victoria Van Voorhis en el panel "Women in Games: Inspire!", como parte de la primera exhibición anual "Women in Games" en The Strong National Museum of Play en Rochester, Nueva York. El panel fue el evento de apertura de la exhibición que celebra las contribuciones de las mujeres en la industria de los videojuegos.
A partir de 2019, Bailey había escrito un guion titulado Sunnyvale basado en sus experiencias en Atari como programadora de Centipede, y está tratando de que lo retomen. Actualmente también está escribiendo guiones para otros proyectos narrativos.

## Premios
Durante 2013, ganó el premio Women in Gaming Lifetime Achievement Award.

## Otras lecturas
- Brathwaite, Brenda (3 de agosto de 2007). «Q&A: How Centipede Co-Creator Bailey Got The Bug». Gamasutra. Consultado el 4 de abril de 2014.
- Hester, Larry (3 de julio de 2012). «Interview: Dona Bailey Speaks On Creating 'Centipede' And It's Evolution». Complex. Archivado desde el original el 5 de abril de 2015. Consultado el 4 de abril de 2014.
- Perry, Tekla; Carol Truxal; Paul Wallich (1982). «Video games: the electronic big bang». IEEE Spectrum 19 (12): 20-33. doi:10.1109/MSPEC.1982.6366911. Archivado desde el original el 7 de noviembre de 2014. Part 2: doi 10.1109/MSPEC.1982.6366912; Part 3: doi 10.1109/MSPEC.1982.6366913.

- Datos: Q3713605